# Strömsholms kanal

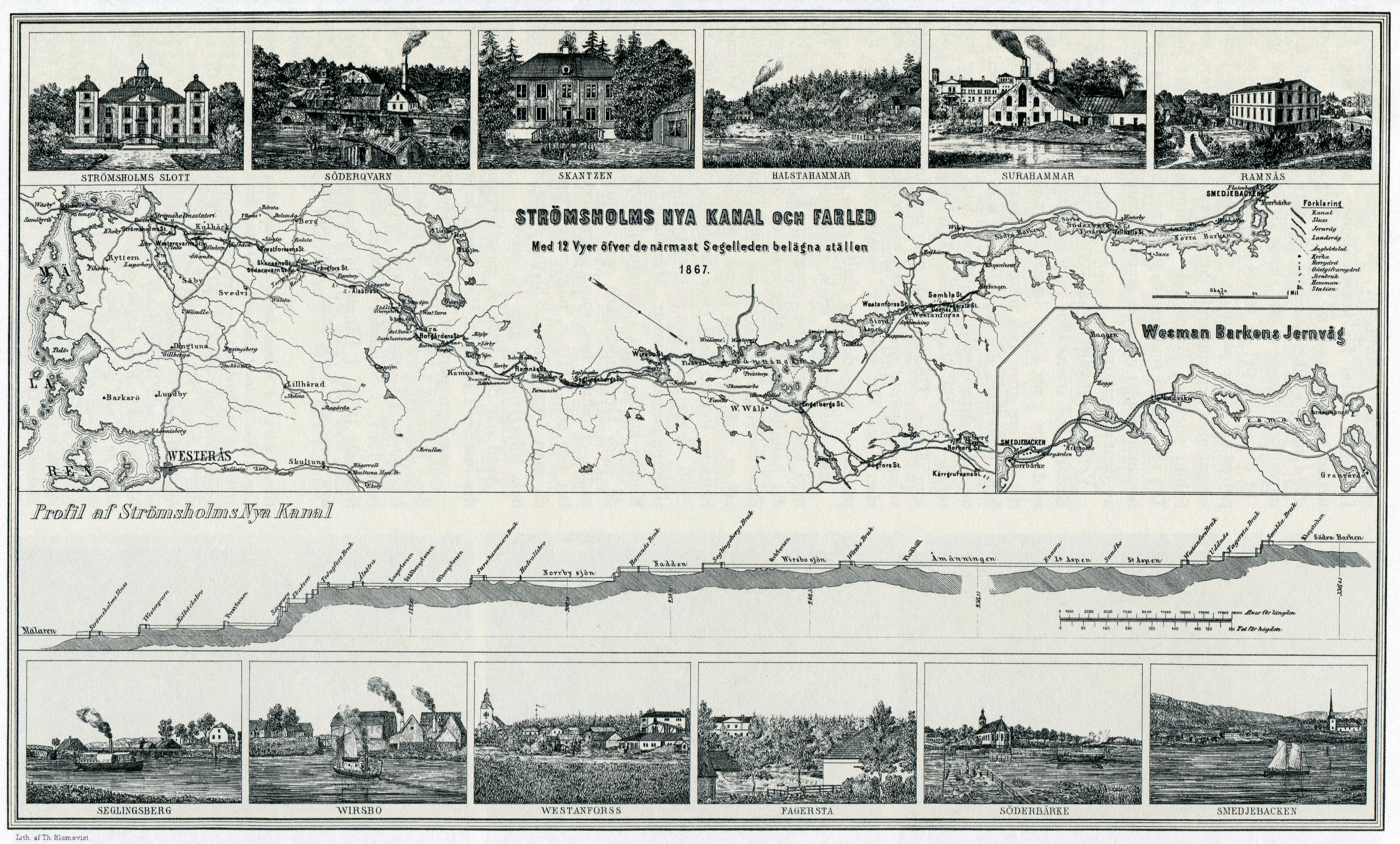
Strömsholms kanal och farled.
Med 12 Vyer öfver de närmast Segelleden belägna ställen 1867.

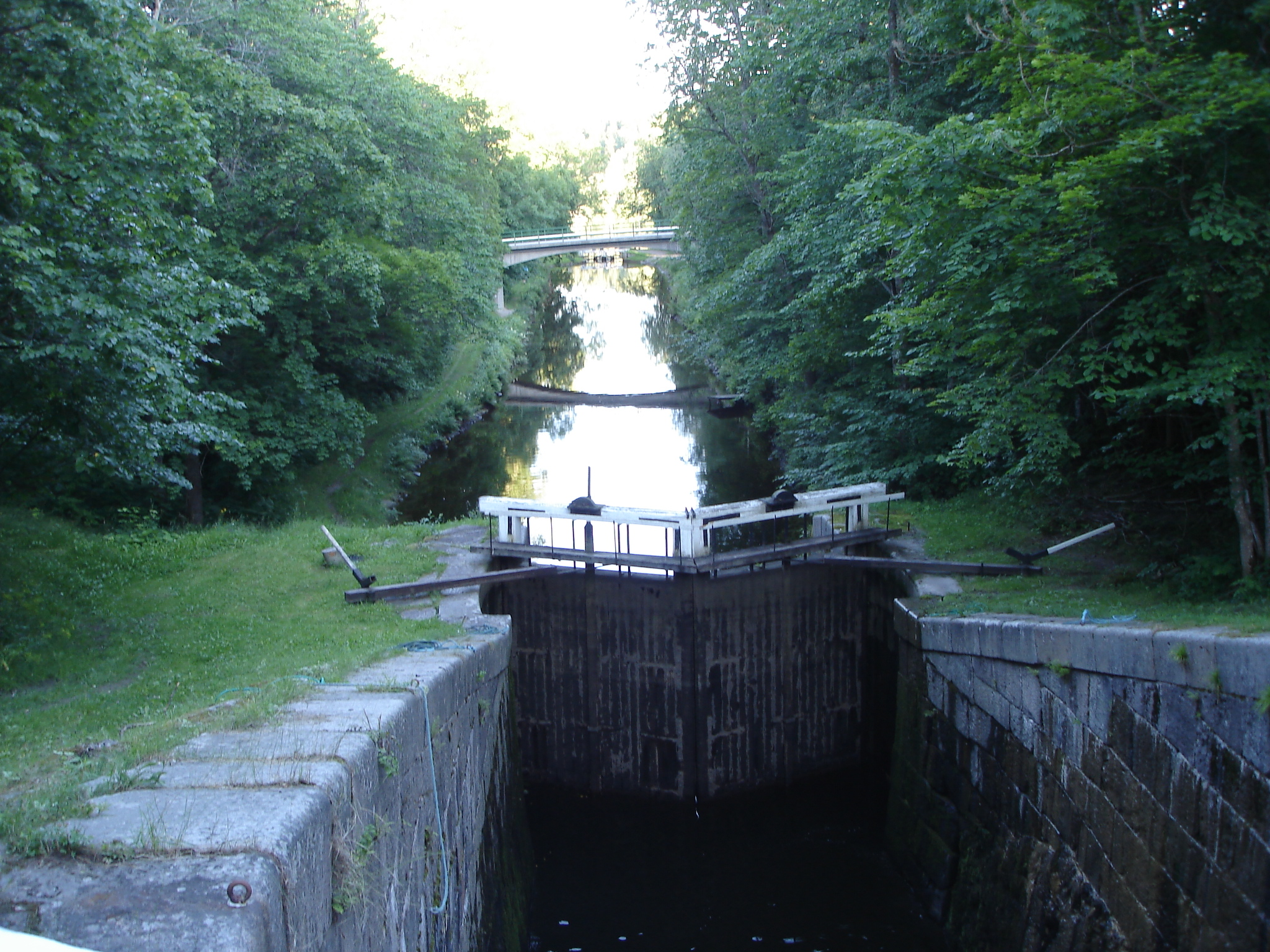
Slussystemet vid Semlaområdet.

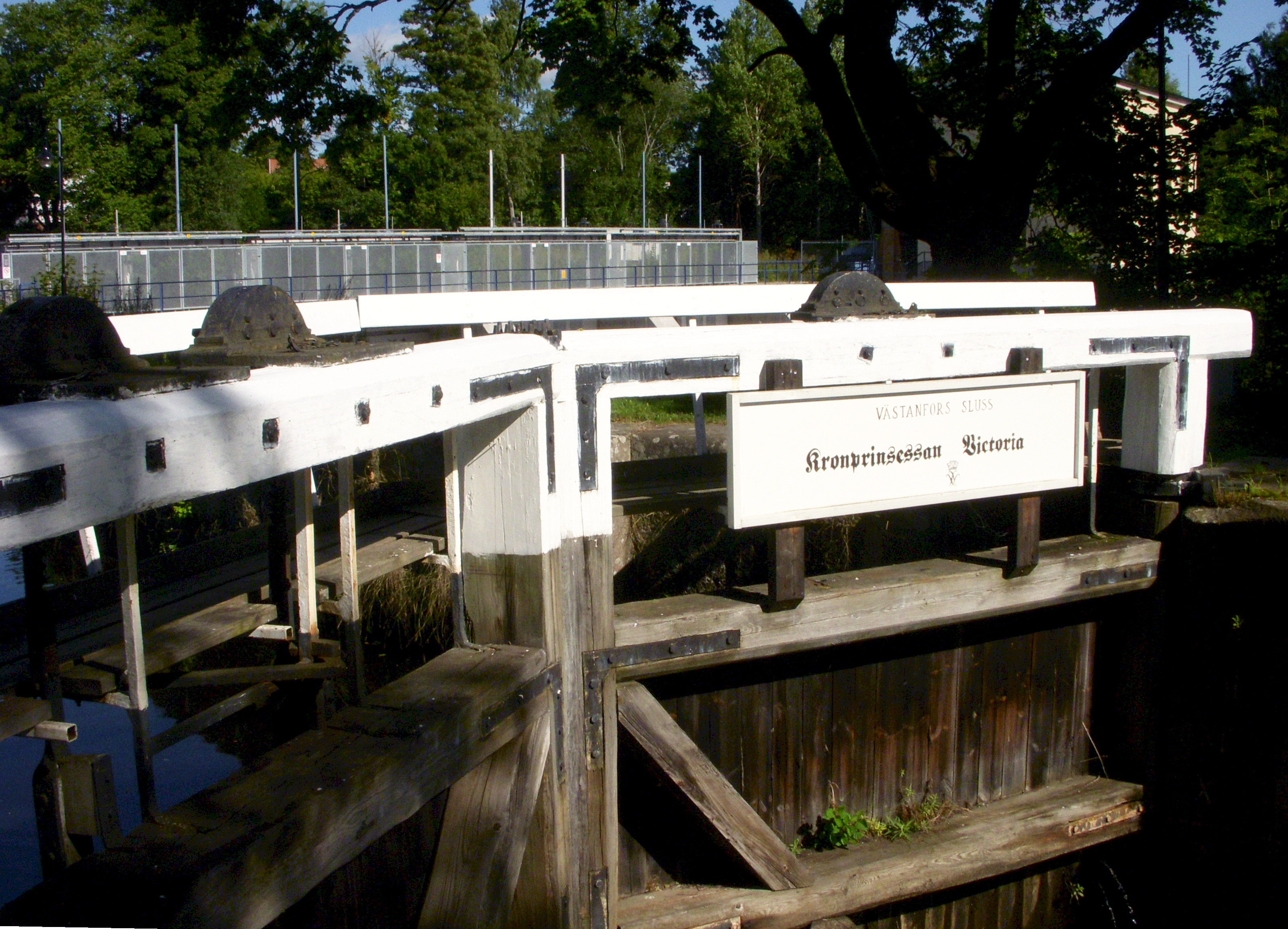
Västanfors sluss "Kronprinsessan Victoria".

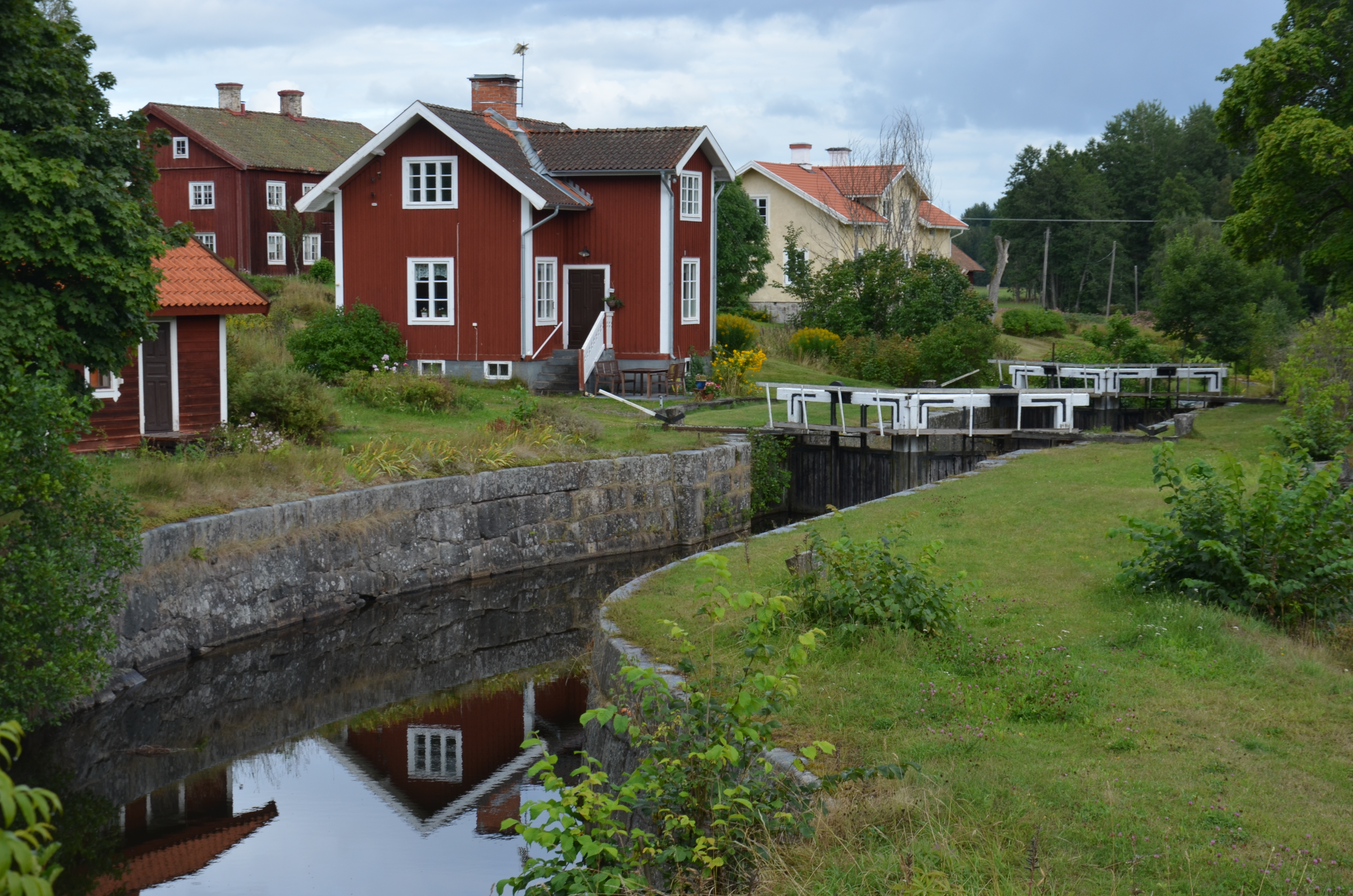
Seglingsbergs sluss "Hertig Karl av Södermanland".

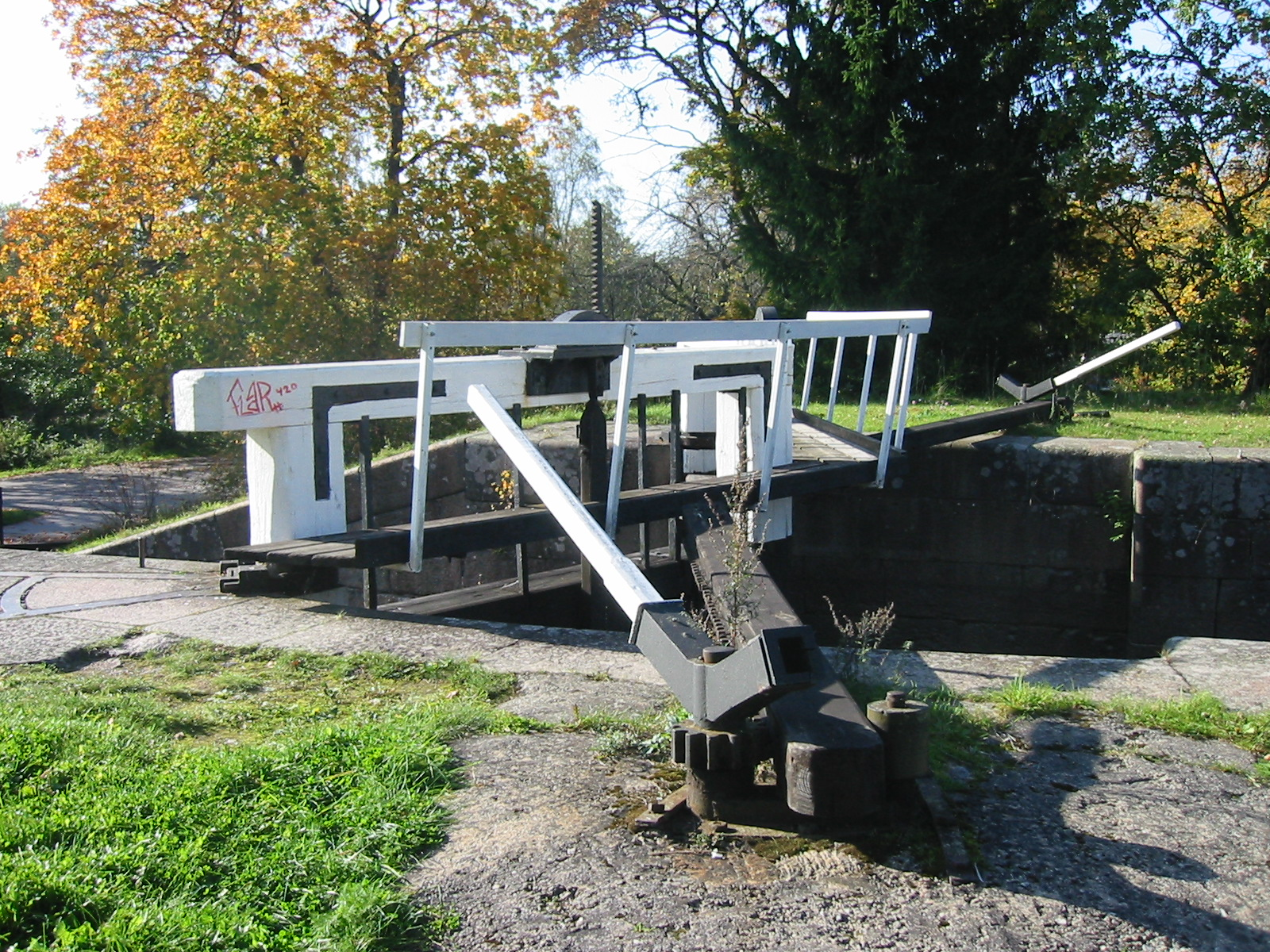
Surahammars sluss "Landshövding af Ugglas".

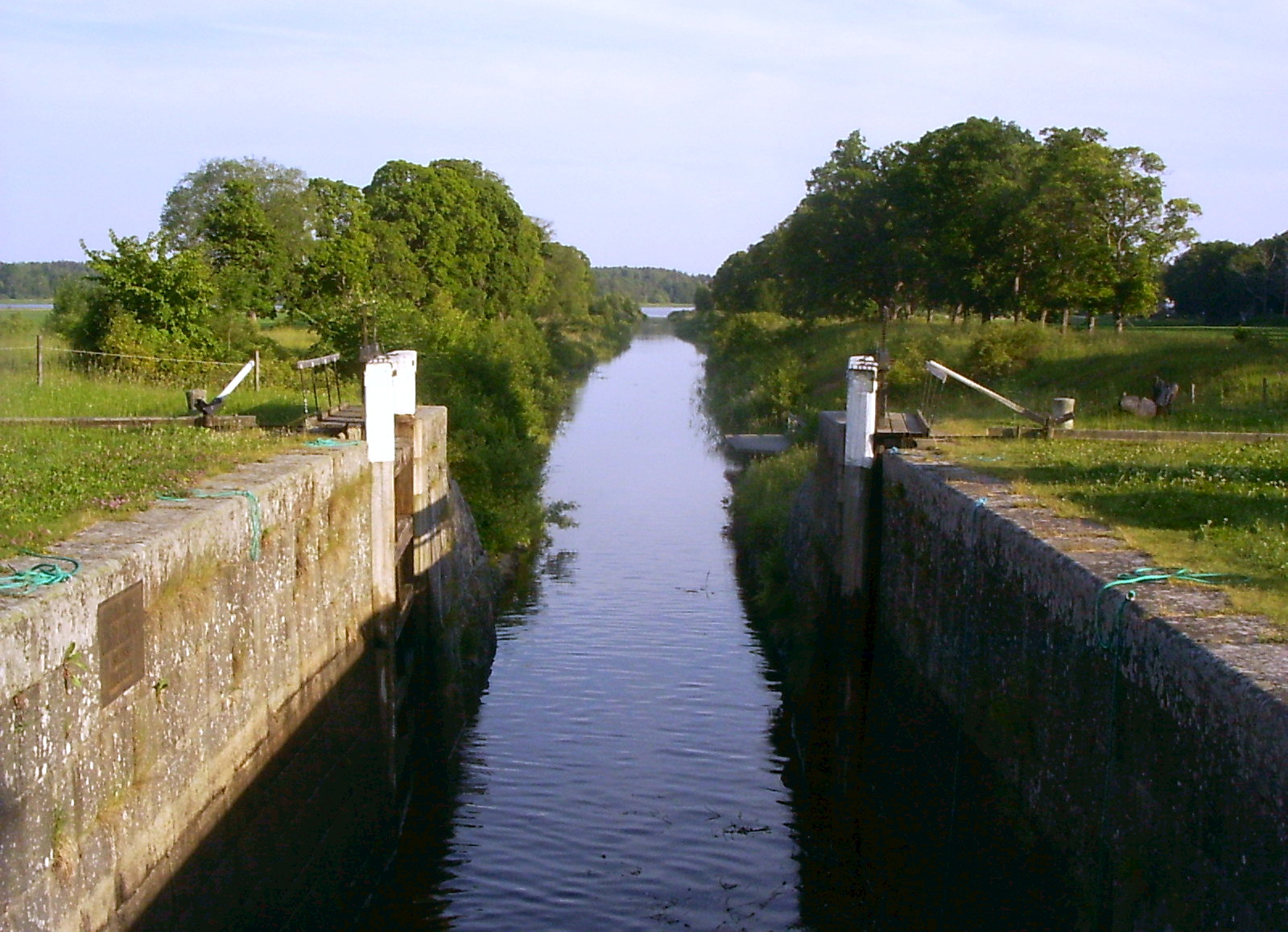
Slussen "Konung Karl XV", Strömsholm.

Strömsholms kanal är en av Sveriges längre kanaler. Den följer Kolbäcksån från Smedjebacken vid sjön Barken i norr genom kommunerna Fagersta, Surahammar och Hallstahammar till Strömsholm i söder där den mynnar ut i Mälaren vid Borgåsund. Kanalen, som togs i drift år 1795, är 107 kilometer lång, varav 12 km är grävda. Det finns 26 slussar och den totala sänkningen från Barken till Mälaren är 99 meter. Tillåtet djupgående är 1,35 meter, bredd 5 meter, höjd 2,5 meter och längd 18 meter. Kanalen är öppen från mitten av juni till mitten av augusti.

## Historia

### Behov av bättre farled från bergsbruken
Kanalen tillkom för att tillgodose bergsbrukets transportbehov. Färdiga produkter från bruken i trakten av Smedjebacken, Fagersta, Virsbo, Ramnäs, Surahammar och Hallstahammar fraktades till Västerås och Stockholm och vidare för export. Sträckningen mättes upp och karterades 1774 varefter ett bolag Strömsholms Slusswerk bildades 1776. Kanalbygget, som påbörjades 1777, leddes av Johan Ulfström. Ulfström hade tidigare bland annat varit ansvarig för ombyggnaden av Hjälmare kanal, Akademikvarnen, Rådhuset och åmurarna i Uppsala. Kanalen invigdes 1787 av kung Gustav III men blev helt klar först 1795. Vid invigningen åkte kungen öppen slup från sjön Barken ner till Hallstahammar med avbrott för fest vid bruken längs vägen. Samtliga slussar fick sina namn av kungen längs resan.

### Utbyggnadsbehov
Tekniken visade sig ganska snart varit otillräcklig varför kanalen med tiden minskade i betydelse. Med början 1842 renoverades kanalen under ledning av överstelöjtnant Johan Edström och efter honom Johan af Kleen. Kanalen var ett av skälen för valet av plats vid starten av Smedjebackens Valsverk 1856.   Kanalen breddades och fördjupades varvid tre slussar byggdes helt nya. Kanalen återinvigdes 1860. I samband med ombyggnaden ombildades 1846 Strömsholms Slusswerk till Strömsholms Nya Kanalaktiebolag, sedan år 1950 Strömsholms Kanalaktiebolag – ett av landets äldsta verksamma aktiebolag.
Både vid byggandet och vid renoveringen på 1800-talet framfördes möjligheterna att förlänga kanalen till Ludvika och sjön Väsman och vidare till Dalälven. Dessa olika förslag framfördes upprepade gånger för att slutligen avskrivas 1941.

### Fritidsbåtskanal
Med järnvägarna och landsvägstrafikens ökning miste kanalen sin betydelse. Från omkring år 1940 var trafiken minimal och frågan om avlysning aktuell. Kommunerna längs kanalen engagerade sig efter en utredning och under tiden 1963 till 1970 renoverade man på nytt kanalen. Nu skedde det för fritidstrafik. Från 1984 ägs kanalbolaget till 86 procent av Stiftelsen för främjande av trafiken på Strömsholms kanal. Kanalen förklarades vara byggnadsminne 1990.

### Passagerarbåtstrafik på Strömsholms kanal
Ångfartyget Runn med hemmahamn i Smedjebacken trafikerar sjön Barken och söderut genom Strömsholms kanal till sjön Åmänningen. Runn drivs av föreningen Barkens ångbåtar. 
Den motoriserade pråmen Albert byggdes som ett arbetsmarknadsprojekt i Hallstahammar under 1994 - 1995. Den användes till 2010 då den lades upp på land med behov av reparationer. Pråmen renoverades men blev underkänd och ansågs inte sjöduglig vid Transportstyrelsens inspektion 2017. Den har senare huggits upp.

## Slussarna
Alla slussar har fått namn efter personer, mestadels kungligheter. De flesta namngavs 1787 i samband med invigningen. Från norr till söder är de:
| Plats                                        | Namn                                                         | Höjd | Koordinader                                   |
| -------------------------------------------- | ------------------------------------------------------------ | ---- | --------------------------------------------- |
| Semla övre (#1-2 dubbelsluss)                | Konung Gustav III                                            | 11 m | 60°1′1″N 15°45′24″Ö / 60.01694°N 15.75667°Ö   |
| Semla nedre (#3)                             | Hertigen av Östergötland                                     | 11 m | 60°0′54″N 15°45′30″Ö / 60.01500°N 15.75833°Ö  |
| Fagersta (#4)                                | Kronprinsen Gustav Adolf                                     | 5 m  | 60°0′11″N 15°46′51″Ö / 60.00306°N 15.78083°Ö  |
| Uddnäs (#5)                                  | Drottning Sofia Magdalena                                    | 3 m  | 59°59′49″N 15°47′26″Ö / 59.99694°N 15.79056°Ö |
| Västanforsområdet (#6)                       | Kronprinsessan Victoria (innan 1995-09-24: Västanfors sluss) | 5 m  | 59°59′8″N 15°48′29″Ö / 59.98556°N 15.80806°Ö  |
| Virsbo (#7)                                  | Riksrådet Friherre Carl Sparre                               | 2 m  | 59°51′57″N 16°2′46″Ö / 59.86583°N 16.04611°Ö  |
| Seglingsberg (#8)                            | Hertig Karl av Södermanland                                  | 4 m  | 59°49′20″N 16°8′45″Ö / 59.82222°N 16.14583°Ö  |
| Färmansbodet (#9)                            | Hertig Karl av Södermanland                                  | 4 m  | 59°48′45″N 16°9′7″Ö / 59.81250°N 16.15194°Ö   |
| Ramnäs övre (#10)                            | Konung Gustav Adolf                                          | 10 m | 59°46′23″N 16°11′24″Ö / 59.77306°N 16.19000°Ö |
| Ramnäs nedre (#11)                           | Konung Gustav I                                              | 10 m | 59°46′20″N 16°11′33″Ö / 59.77222°N 16.19250°Ö |
| Magforsen (ej i drift längre)                | Direktör Ulfström                                            | -    | 59°43′23″N 16°12′37″Ö / 59.72306°N 16.21028°Ö |
| Surahammar (#12-13 dubbelsluss)              | Landshövding af Ugglas                                       | 5 m  | 59°42′33″N 16°12′28″Ö / 59.70917°N 16.20778°Ö |
| Ålsätra (#14)                                | Konung Karl Gustav                                           | 3 m  | 59°38′44″N 16°11′59″Ö / 59.64556°N 16.19972°Ö |
| Hallstahammar Trångfors (#15)                | Hertiginnan av Södermanland                                  | 16 m | 59°37′24″N 16°12′18″Ö / 59.62333°N 16.20500°Ö |
| Hallstahammar Lustigkulla övre (#16)         | Prinsessan Sofia Albertina                                   | 16 m | 59°37′14″N 16°12′22″Ö / 59.62056°N 16.20611°Ö |
| Hallstahammar Lustigkulla nedre (#17)        | Lovisa Charlotta, Sveriges tillkommande drottning            | 16 m | 59°37′9″N 16°12′24″Ö / 59.61917°N 16.20667°Ö  |
| Hallstahammar Skantzen (#18-19 dubbelsluss)  | Konung Gustav IV Adolf                                       | 10 m | 59°36′31″N 16°12′51″Ö / 59.60861°N 16.21417°Ö |
| Hallstahammar Sörkvarn (#20-22 trippelsluss) | Svea, Göthes och Vendes                                      | 12 m | 59°36′34″N 16°13′13″Ö / 59.60944°N 16.22028°Ö |
| Sörstafors (#23)                             | Konung Karl XI                                               | 3 m  | 59°34′56″N 16°13′5″Ö / 59.58222°N 16.21806°Ö  |
| Mölntorp (#24-25 dubbelsluss)                | Konung Karl XII                                              | 7 m  | 59°32′40″N 16°15′14″Ö / 59.54444°N 16.25389°Ö |
| Strömsholm (#26)                             | Konung Karl XV (innan 1860-07-05: Konung Adolf Fredrik)      | 4 m  | 59°31′8″N 16°15′38″Ö / 59.51889°N 16.26056°Ö  |